# 엑셀 런던

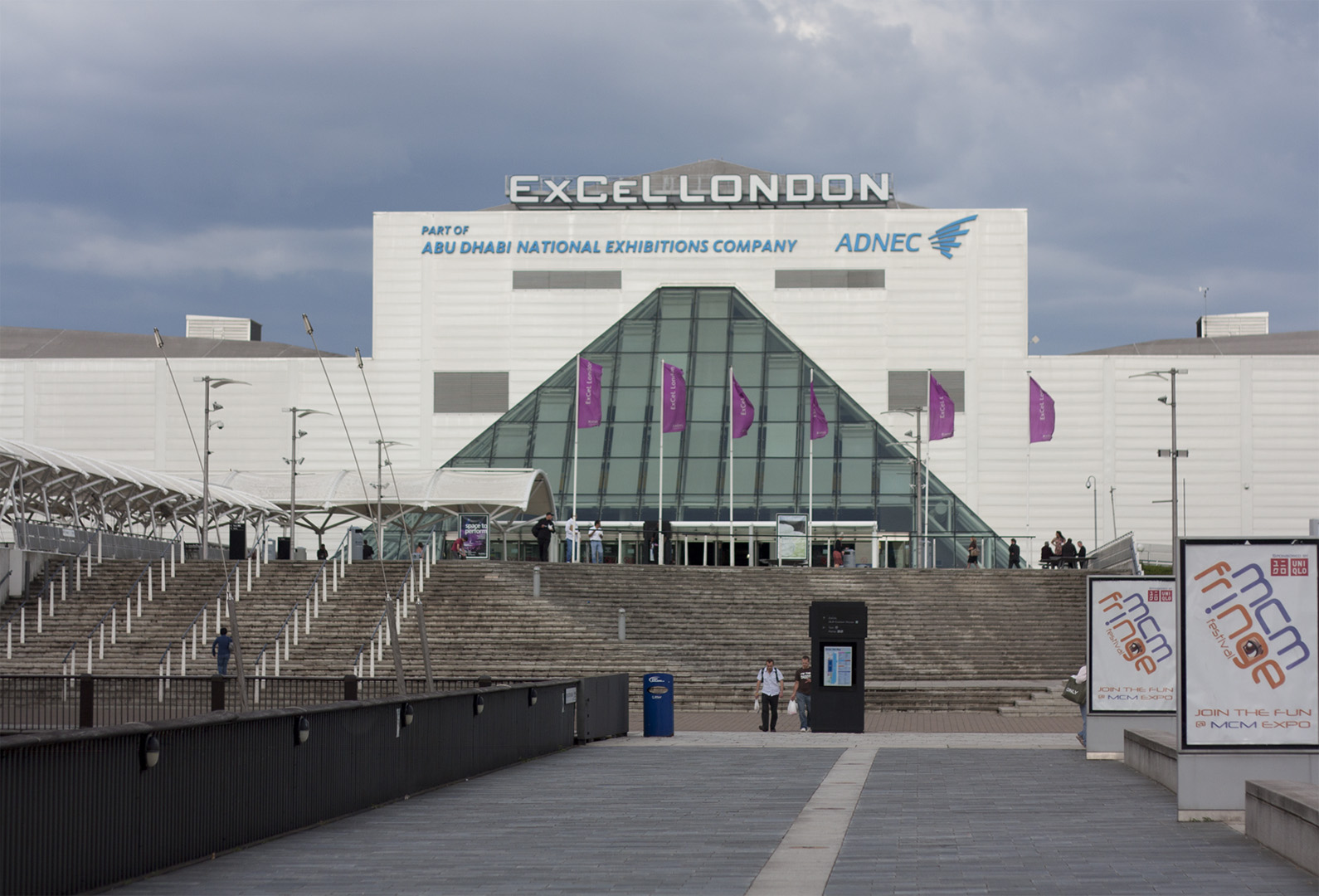

엑셀 런던(영어: ExCeL London)은 영국 런던시의 뉴엄구에 위치한 전시 및 회의 센터이다. 2000년 11월에 개장한 이 경기장은 기둥이 없는 넓은 강당 2개로 이루어져 있으며, 결혼식 및 국제회의를 개최할 수 있다. 2009년에는 G20 정상회의가 개최되기도 하였다.
2012년 하계 올림픽에서는 레슬링, 복싱, 역도, 유도, 탁구, 태권도, 펜싱까지 총 7개의 종목이 이곳에서 열린다.